# Cesare Maggi

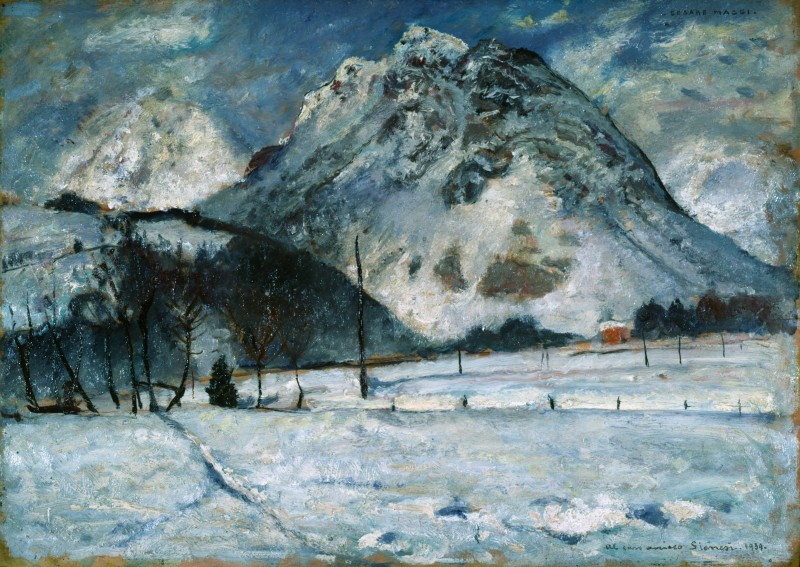
Paesaggio di montagna, 1939 ca. (Fondazione Cariplo)

Cesare Maggi (Roma, 13 gennaio 1881 – Torino, 11 maggio 1961) è stato un pittore italiano.

## Biografia
Figlio di Andrea e Pia Marchi, entrambi attori della compagnia Bellotti Bon, è avviato agli studi classici dal padre.
Ancora giovanissimo (1897) inizia a frequentare lo studio del pittore livornese Vittorio Corcos e, in seguito, di Gaetano Esposito a Napoli. All'esordio all'Esposizione annuale della Società di Belle Arti di Firenze nel 1898 fa seguito un breve viaggio di aggiornamento a Parigi.
La svolta decisiva nell'attività artistica di Cesare Maggi è impressa dalla mostra postuma di Giovanni Segantini, allestita presso la Società di Belle Arti di Milano nel 1899, che ne orienta definitivamente la produzione verso una pittura di paesaggio di impronta divisionista. Dopo un breve soggiorno in Engadina rientra a Milano e, infine, si stabilisce a Torino.
Grazie alla collaborazione commerciale con Alberto Grubicy fino al 1913, il Maggi si impone rapidamente tra i maggiori rappresentanti del secondo divisionismo in Italia con un repertorio di paesaggi di montagna di facile comprensione, indagati perlopiù negli aspetti di percezione visiva della rifrazione della luce e del colore, ma privi della profonda spiritualità dell'opera segantiniana.
Partecipa alle principali rassegne espositive italiane ed europee e nel 1912 gli viene dedicata un'intera sala dell'Esposizione Internazionale d'Arte di Venezia.
In seguito a una parentesi dedicata al ritratto negli anni Dieci, la produzione matura dell'artista si orienta verso una maggiore semplificazione dei soggetti, perlopiù paesaggi. Era talora definito "il pittore della montagna" per via di una certa sua predilezione per la raffigurazione di paesaggi alpestri.
Dal 1936 ricopre cattedra di Pittura all'Accademia Albertina di Torino.
Morì nella sua casa di Corso Trento a Torino giovedì 11 maggio 1961; i funerali si svolsero il 13 maggio.